# Anne-Lie Rydé (musikalbum)
Anne-Lie Rydé är Anne-Lie Rydés självbetitlade debutalbum som släpptes 1983. Det återutgavs på CD 1993 av Pickwick Music.

## Låtlista
| Nr           | Titel             | Text          | Musik                                     | Längd |
| ------------ | ----------------- | ------------- | ----------------------------------------- | ----- |
| 1.           | En tuff brud      | Gösta Stevens | Simon Brehm, Sven Paddock                 | 3:39  |
| 2.           | Ensamt barn       | Anne-Lie Rydé | Anne-Lie Rydé                             | 3:56  |
| 3.           | Jag vägrar        | Peter Stridh  | Peter Stridh                              | 3:03  |
| 4.           | Du kysste mig     | Peter Stridh  | Peter Stridh                              | 3:29  |
| 5.           | Alltid blå        | Anne-Lie Rydé | Anne-Lie Rydé                             | 5:16  |
| 6.           | Segla på ett moln | Per Gessle    | Per Gessle                                | 5:25  |
| 7.           | Ögon ser mig      | Anne-Lie Rydé | Anne-Lie Rydé                             | 3:42  |
| 8.           | Cirkulerar        | Per Gessle    | Anne-Lie Rydé                             | 3:42  |
| 9.           | Kungar            | Anne-Lie Rydé | Anne-Lie Rydé, Mats Olausson, Roy Bolwede | 5:32  |
| Total längd: | Total längd:      | Total längd:  | Total längd:                              | 37:44 |